# Tula Lotay
Lisa Wood, nom de plume Tula Lotay est une dessinatrice et auteur de bande dessinée britannique née le 25 juillet 1975. Elle est connue pour avoir illustré Supreme: Blue Rose de Warren Ellis et pour avoir fondé le Thought Bubble Festival, une importante convention de bande dessinée.

## Jeunesse
Tula Lotay naît le 25 juillet 1965 et grandit à Batley (Yorkshire de l'Ouest). Enfant adoptée, elle est dyslexique lorsqu'elle est jeune. Elle effectue sa scolarité au College Dewsbury, où elle étudie la photographie, l'art et le design, puis à l'Université de Bradford, dont elle sort diplômée en arts plastiques.
Elle prend le nom de plume Tula d'après un personnage du film Romance and Cigarettes de John Turturro.
En 2007, elle fonde le Thought Bubble Festival, une convention dont l'objectif est de promouvoir la bande dessinée auprès du grand public et des enfants ayant des difficultés de lecture. Elle en est la directrice jusqu'en 2022.
Elle fait d'abord partie du British Comic Award Committee avant de démissionner en 2013 pour poursuivre une carrière artistique à plein temps.

## Carrière
Tula Lotay commence sa carrière en dessinant dans l'American Vampire: Anthology # 1 et la pochette d'Elephantmen # 54. Elle contribue également à Red Sonja. En 2015, elle dessine le numéro 13 de The Wicked + The Divine qui est nommé au GLAAD Media Awards dans la catégorie Outstanding Comic Book. Entre 2014 et 2015, elle dessine notamment les 7 numéros de la série Supreme et participe à la série Bodies publiée par Vertigo Comics.
En 2019, elle reçoit le prix humanitaire Bob-Clampett du San Diego Comic-Con pour son travail caritatif et de collecte de fonds,.
Spécialisée dans la bande dessinée, les affiches de cinéma et l'illustration éditoriale, Tula Lotay travaille pour des clients prestigieux comme, entre autres : DC Comics, Marvel Entertainment, Image Comics, Warner Bros., Disney, Playboy, Entertainment Weekly, Variety, NBA, BOOM! Studios, Archie Comics, IFC Films, Amazon Studios.
En 2023, elle reçoit le prix Eisner de la meilleure bande dessinée en ligne pour Barnstormers, série écrite par Scott Snyder, puis en 2024 celui de la nouvelle meilleure série pour Somna: A Bedtime Story, écrite par Becky Cloonan.